# Férfi négyesbob az 1998. évi téli olimpiai játékokon
Az 1998. évi téli olimpiai játékokon a bob férfi négyes versenyszámát február 20-án és 21-én rendezték. Az aranyérmet a német Harald Czudaj, Karsten Brannasch, Olaf Hampel, Alexander Szelig összeállítású négyes nyerte. A Magyarországot képviselő Frankl Nicholas, Pallai Péter, Pintér Bertalan, Zsombor Zsolt összeállítású négyes a 24. helyen végzett.

## Eredmények
A verseny eredetileg négy futamból állt volna. A második futamot a kedvezőtlen időjárás miatt törölték. Így a három futam időeredményének összessége határozta meg a végső sorrendet. Az időeredmények másodpercben értendők. A futamok legjobb időeredményei vastagbetűvel olvashatóak.
| Helyezés | Csapat | 1.    | 2.    | 3.       | Össz.    |
| -------- | --- | ----- | ----- | -------- | -------- |
| Arany    | Németország (GER)-2 · Christoph Langen · Markus Zimmermann · Marco Jakobs · Olaf Hampel                         | 52,70 | 52,90 | 53,81    | 2:39,41  |
| Ezüst    | Svájc (SUI)-1 · Marcel Rohner · Markus Nüssli · Markus Wasser · Beat Seitz                                      | 53,13 | 53,15 | 53,73    | 2:40,01  |
| Bronz    | Nagy-Britannia (GBR) · Sean Olsson · Dean Ward · Courtney Rumbolt · Paul Attwood                                | 52,77 | 53,58 | 53,71    | 2:40,06  |
| 3.       | Franciaország (FRA) · Bruno Mingeon · Emmanuel Hostache · Éric Le Chanony · Max Robert                          | 53,13 | 53,30 | 53,63    | 2:40,06  |
| 5.       | Egyesült Államok (USA)-1 · Brian Shimer · Chip Minton · Randy Jones · Garrett Hines                             | 52,93 | 53,42 | 53,73    | 2:40,08  |
| 6.       | Lettország (LAT) · Sandis Prūsis · Egils Bojārs · Jānis Ozols · Jānis Elsiņš                                    | 52,98 | 53,50 | 53,78    | 2:40,26  |
| 7.       | Svájc (SUI)-2 · Christian Reich · Steve Anderhub · Thomas Handschin · Cédric Grand                              | 52,88 | 53,47 | 53,93    | 2:40,28  |
| 8.       | Németország (GER)-1 · Harald Czudaj · Torsten Voss · Steffen Görmer · Alexander Szelig                          | 53,12 | 53,50 | 53,70    | 2:40,32  |
| 9.       | Kanada (CAN)-1 · Pierre Lueders · Ricardo Greenidge · Jack Pyc · Dave MacEachern                                | 53,14 | 53,44 | 53,81    | 2:40,39  |
| 9.       | Ausztria (AUT)-1 · Hubert Schösser · Peter Leismuller · Erwin Arnold · Martin Schützenauer                      | 53,10 | 53,50 | 53,79    | 2:40,39  |
| 11.      | Kanada (CAN)-2 · Chris Lori · Ben Hindle · Matt Hindle · Ian Danney                                             | 53,52 | 53,69 | 53,93    | 2:41,14  |
| 12.      | Egyesült Államok (USA)-2 · Jim Herberich · Darrin Steele · John Kasper · Robert Olesen                          | 53,74 | 53,72 | 53,81    | 2:41,27  |
| 13.      | Csehország (CZE) · Pavel Puškár · Peter Kondrát · Pavel Polomský · Jan Kobián                                   | 53,61 | 53,80 | 53,88    | 2:41,29  |
| 14.      | Olaszország (ITA)-1 · Günther Huber · Antonio Tartaglia · Massimiliano Rota · Marco Menchini                    | 53,84 | 53,68 | 53,91    | 2:41,43  |
| 15.      | Japán (JPN)-1 · Takevaki Naomi · Óisi Hiroaki · Óhori Takasi · Inoue Maszanori                                  | 53,73 | 53,87 | 53,95    | 2:41,55  |
| 16.      | Japán (JPN)-2 · Vakita Tosio · Nakamura Jaszuo · Onoda Tosija · Aoto Sindzsi                                    | 54,02 | 53,66 | 54,28    | 2:41,96  |
| 17.      | Norvégia (NOR) · Arnfinn Kristiansen · Jørn Stian Dahl · Peter Kildal · Dagfinn Aarskog                         | 53,96 | 53,78 | 54,33    | 2:42,07  |
| 18.      | Ausztria (AUT)-2 · Kurt Einberger · Thomas Bachler · Georg Kuttner · Michael Müller                             | 53,92 | 53,83 | 54,39    | 2:42,14  |
| 19.      | Oroszország (RUS) · Pavel Scseglovszkij · Alekszej Szeliversztov · Vlagyiszlav Poszedkin · Konsztantyin Gyomin  | 53,72 | 53,95 | 54,71    | 2:42,38  |
| 20.      | Olaszország (ITA)-2 · Fabrizio Tosini · Andrea Pais de Libera · Enrico Costa · Sergio Chianella                 | 54,07 | 54,09 | 54,86    | 2:43,02  |
| 21.      | Jamaica (JAM) · Dudley Stokes · Winston Watt · Chris Stokes · Wayne Thomas                                      | 54,41 | 54,55 | 54,80    | 2:43,76  |
| 22.      | Lengyelország (POL) · Tomasz Żyła · Dawid Kupczyk · Krzysztof Sieńko · Tomasz Gatka                             | 54,71 | 54,45 | 54,63    | 2:43,79  |
| 23.      | Ausztrália (AUS) · Jason Giobbi · Scott Walker · Ted Polglaze · Adam Barclay                                    | 54,72 | 54,93 | 55,23    | 2:44,88  |
| 24.      | Magyarország (HUN) · Frankl Nicholas · Pallai Péter · Pintér Bertalan · Zsombor Zsolt                           | 55,16 | 54,82 | 54,94    | 2:44,92  |
| 25.      | Bosznia-Hercegovina (BIH) · Zoran Sokolović · Nihad Mameledzija · Edin Krupalija · Mario Franjić                | 55,26 | 55,11 | 55,30    | 2:45,67  |
| 26.      | Tajvan (TPE) · Sun Kuang-Ming · Duh Maw-Sheng · Chang Mau-San · Cheng Jin-Shan                                  | 55,30 | 55,13 | 55,52    | 2:45,95  |
| 27.      | Románia (ROU) · Florian Enache · Marian Chițescu · Iulian Păcioianu · Mihai Dumitrașcu                          | 55,01 | 55,37 | 55,68    | 2:46,06  |
| 28.      | Monaco (MON) · Albert Grimaldi · Pacal Camia · Jean-François Calmes · Gilbert Bessi                             | 55,58 | 55,70 | 55,86    | 2:47,14  |
| 29.      | Amerikai Virgin-szigetek (ISV) · Keith Sudzirski · Christian Brown · Paul Zar · Jeff Kromenhoek                 | 55,80 | 55,52 | 55,84    | 2:47,16  |
| 30.      | Írország (IRL) · Jeff Pamplin · Simon Linscheid · Garry Power · Terry McHugh                                    | 55,79 | 55,57 | 55,87    | 2:47,23  |
| 31.      | Görögország (GRE) · Greg Sebald · Anasztásziosz Papakonsztandinu · Panajótisz Koloturosz · John-Andrew Kambanis | 55,94 | 56,18 | 56,14    | 2:48,26  |
| –        | Puerto Rico (PUR) · Liston Bochette · Jorge Bonnet · José Ferrer · Joseph Keosseian                             | 56,45 | 55,96 | kizárták | kizárták |